# Alessandro Achillini
Alessandro Achillini (Bologna, 20 ottobre 1463 – Bologna, 2 agosto 1512) è stato un anatomista e filosofo italiano rinascimentale.

## Biografia
Studiò medicina e filosofia all'Università di Bologna e, secondo il Giovio, per tre anni anche filosofia a Parigi, divenendo «dialettico e filosofo eminentissimo, sottilissimo nelle dispute». Laureato a Bologna il 7 settembre 1484, vi insegnò dapprima logica, poi dal 1487 filosofia naturale, assumendo nel 1494 anche la cattedra di medicina. Nell'ambito della scuola medica bolognese è considerato un seguace di Mondino de' Liuzzi (1270-1326) del quale studiò e commentò le opere; descrisse la funzione dei nervi olfattori, degli ossicini dell'orecchio e del condotto salivare.
Nel 1494 pubblicò a Bologna i Quodlibeta de intelligentiis e nel 1498 i De orbibus libri quattuor, esponendo una cosmologia secondo la quale i pianeti ruotano intorno alla Terra su sistemi di sfere concentriche, secondo un modello risalente al greco Eudosso di Cnido, del IV secolo a.C., in contrasto con l'Almagesto di Claudio Tolomeo. Nel 1501 pubblicò l'Opus septisegmentatum insieme con sei opere pseudoaristoteliche e con il De intellectu di Alessandro di Afrodisia e con il De animae beatitudine di Averroè; nel 1503 dedicò a Bartolomeo Cocles la Quaestio de subiecto chyromantiae et physionomiae.
La guerra vittoriosa condotta da Giulio II contro i Bentivoglio, signori di Bologna, lo costringe a fuggire nel 1506 a Padova, nel cui Studio insegnò filosofia. Due anni dopo, il 14 settembre 1508, rientrò a Bologna, riprendendovi l'insegnamento della filosofia e della medicina fino alla morte nel 1512. È sepolto nella chiesa bolognese di san Martino Maggiore. Tanto il fratello Giovanni Filoteo Achillini che il nipote, Claudio Achillini, furono al loro tempo noti letterati. Diverse sue opere sull'anatomia umana, come l'Humani corporis anatomia, furono pubblicate postume, mentre De chyromantiae principiis et physionomiae fu messo all'Indice dei libri proibiti dalla Chiesa cattolica nel 1590.

## La dottrina

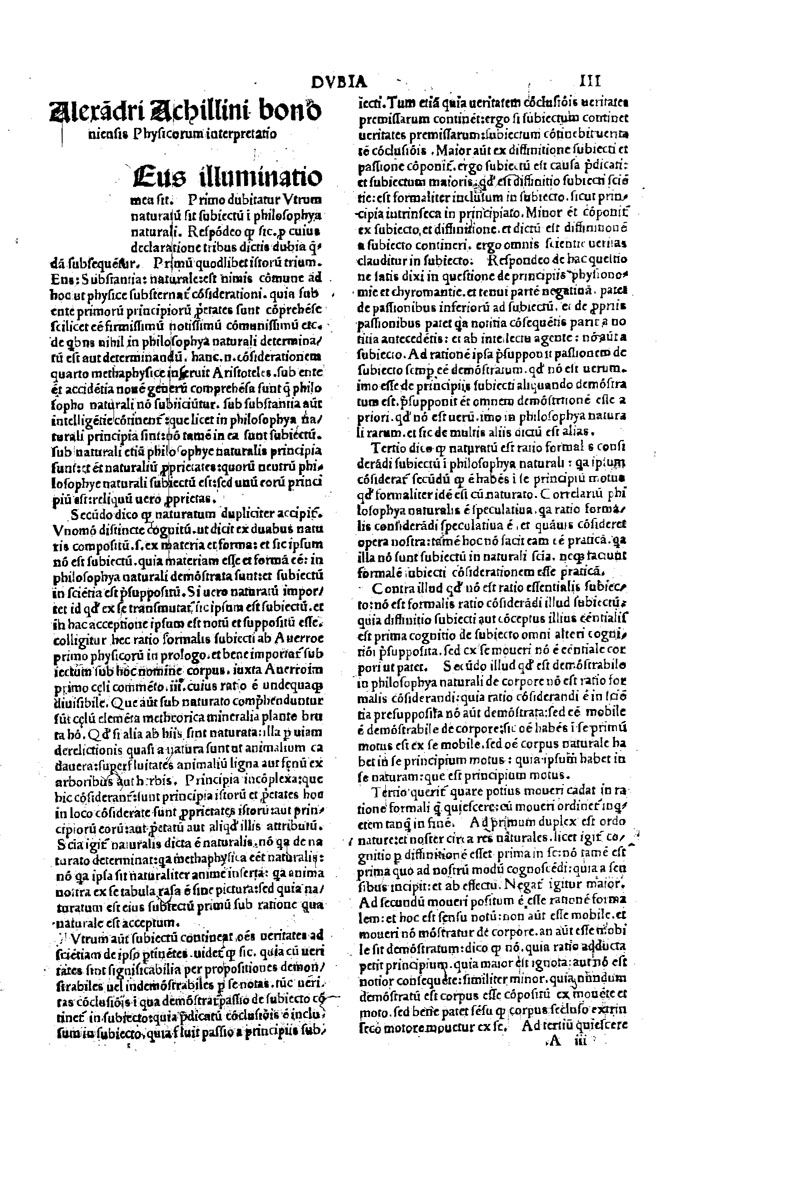
Expositio primi physicorum, 1512

Chiamato dai contemporanei “il secondo Aristotele” per la sua padronanza del pensiero del filosofo greco, e seguace dell'interpretazione aristotelica di Averroè, distingue le verità di fede da quelle razionali. Scrive infatti nei Quodlibeta de elementiis: «secondo la ragione naturale o l'intelletto è unico, come sostiene Averroè, o è molteplice, come afferma Alessandro d'Afrodisia ma nessuna di queste teorie si concilia con la fede. È uno di quei casi in cui occorre lasciar da parte Aristotele scegliendo, fra le due opinioni entrambe false, quella più probabile di Averroè». Quando dunque sono contrarie alla fede, le teorie filosofiche vanno dichiarate false ma ci si può occupare ugualmente di filosofia seguendone i processi razionali.
Per l'Achillini Dio è il maggiore degli intelletti, è l'«intelletto agente»; seguono gli «intelletti intermedi» - che sono creati, secondo la teologia, ma sono invece eterni secondo Aristotele - e infine l'«intelletto potenziale», il minore nella gerarchia degli intelletti, ma intensissimum fra i corpi materiali e remissimissimum fra gli incorporei. Per l'Achillini, l'intelletto potenziale è immortale in quanto non materiale ma abstractum e, insieme, rappresenta l'autocoscienza umana: tuttavia ciascun essere umano non ha un proprio intelletto potenziale, che è invece unico per tutta l'umanità, anche se Aristotele afferma il contrario.
Accogliendo tesi proprie di Sigieri di Brabante, per il quale lo scopo dello sviluppo umano consiste nell'unione con l'intelletto agente di Dio, afferma che l'intelletto umano sta tra il mondo della materia e quello dello spirito: «nell'uomo si uniscono le cose materiali e immateriali cosicché egli è l'unione delle realtà superiori con quelle inferiori».

## Opere
- Quodlibeta, Bononiae, 1494.
- De orbibus, Bononiae, 1498.
- De intelligentiis, De orbibus, De universalibus, De elementiis, Quaestio de subiecto chyromantiae et physionomiae, De potestate sillogismi, De subiecto medicinae, Venetiis, 1508.
- (LA) Distinctiones, Bologna, Giovanni Antonio Benedetti (1.), 1510.
- (LA) Expositio primi physicorum, Bologna, Girolamo Benedetti, 1512.
- (LA) De proportionibus motuum, Bologna, Girolamo Benedetti, 1515.
- Humani corporis anatomia, Venetiis, 1516.
- Anatomicae annotationes, Bononiae, 1522.
- Expositio super Avicene pulchra, Biblioteca dell'Università di Bologna.
- Tabula Alexandri Achilini in Medicina, Biblioteca dell'Università di Bologna.
- Quoddam Consilium in medicina Alexandri Achilini pulchrum, Biblioteca dell'Università di Bologna.
- Auctoritates Galeni colecte per Alexandrum Achilinum, Biblioteca dell'Università di Bologna.
- Multa ex Entisberi sophista, Biblioteca Ambrosiana, Milano.